# Długie (Zarszyn)
Długie (früher auch: Dluge, Dlugye, Długa, Dlugie) ist ein Dorf in der Landgemeinde Zarszyn, Powiat Sanocki, Polen.
Es liegt im äußersten Südosten Polens an der Pielnica in einem hügeligen Gebiet auf der Landstraße von 15 km von Bukowsko entfernt in Richtung Rymanów in 323 m ü. M.

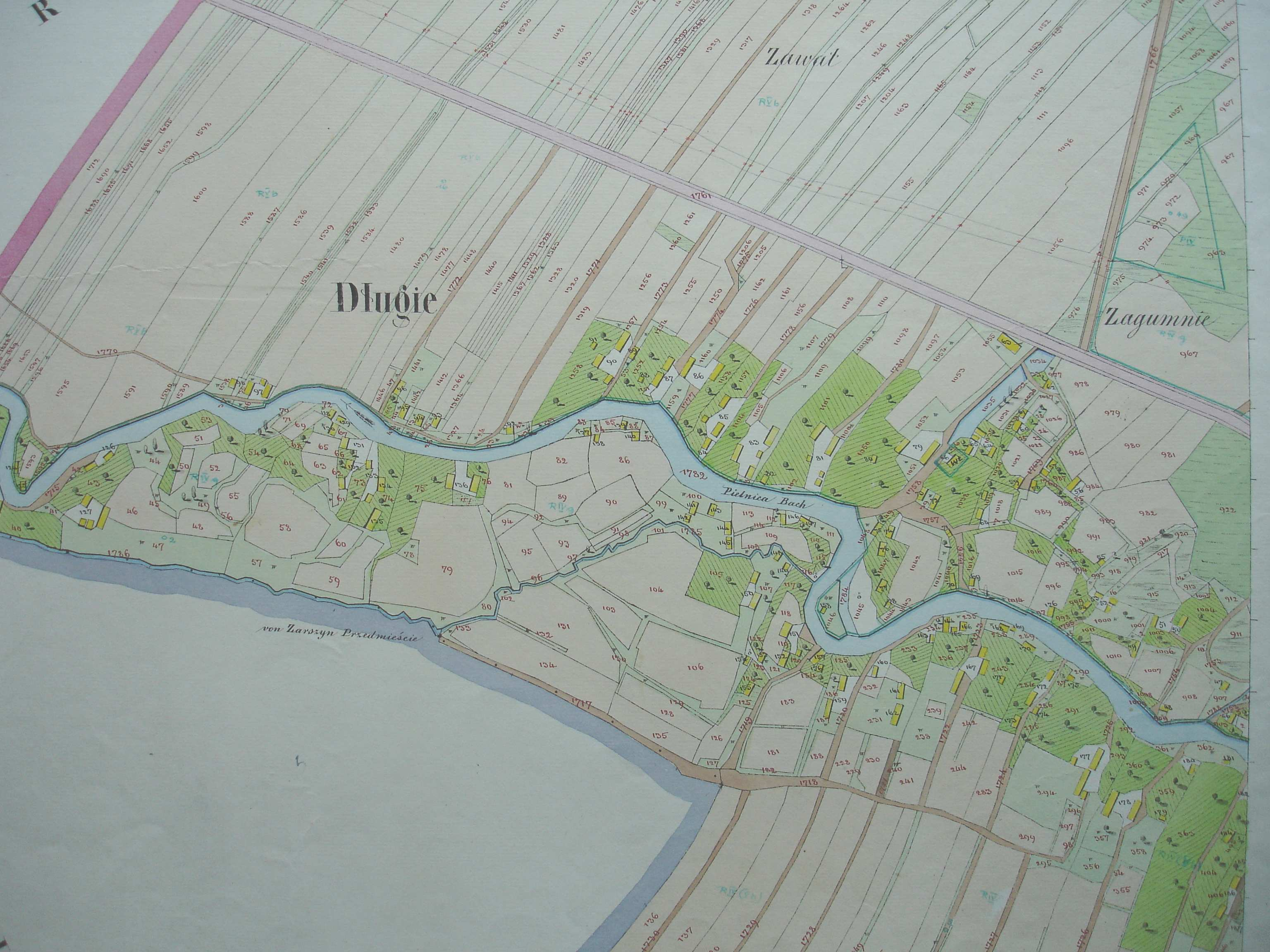
Kataster-Flurkarte von Dlugie, 1852, Galizien

Aufgrund einer Verwaltungsreform kam der Ort im Jahr 1975 zur neu gebildeten Woiwodschaft Krosno, nach deren Auflösung war der Ort ab 1999 Teil der Woiwodschaft Karpatenvorland.